# توكي النظر إلى مستقبل هذا الكوكب
توكي النظر إلى مستقبل هذا الكوكب (باليابانية: トキ この地球（ほし）の未来を見つめて، بالروماجي: Toki: Kono Hoshi no Mirai wo Mitsumete) هو فيلم أنمي ياباني من إخراج سيجي أريهارا ومن إنتاج استوديو موشي برودكشن عرض في 20 ديسمبر عام 2003، وبلغت مدتة 100 دقيقة.

## القصة
تدور احداث القصة عن مسقبل كوكب الأرض واليابان.